# Abena Busia
Abena PA Busia (sinh năm 1953) là một nhà văn, nhà thơ, nhà nữ quyền, nữ giảng viên và nhà ngoại giao người Ghana. Cô là con gái của cựu Nguyên thủ quốc gia Ghana Kofi Abrefa Busia, và là em gái của nữ diễn viên Akosua Busia. Abena Busia là phó giáo sư văn học bằng tiếng Anh, và là chuyên gia nghiên cứu về giới và phụ nữ tại Đại học Rutgers. Cô hiện là đại sứ của Ghana tại Brazil, được bổ nhiệm vào năm 2017, với sự công nhận đại sứ 12 nước Cộng hòa khác của Nam Mỹ.

## Tuổi thơ
Abena Busia sinh ra ở Accra, Ghana, trong gia đình hoàng gia Yenfri ở Wenchi thuộc vùng Brong-Ahafo của Ghana, đến Kofi Abrefa Busia, Nguyên thủ quốc gia Ghanaian một thời và Naa Morkor Busia. Cô đã trải qua thời thơ ấu ở Ghana cũng như ở Hà Lan và Mexico trước khi chuyển đến Oxford, nơi cuối cùng gia đình cô định cư.

## Giáo dục
Abena Busia có bằng Cử nhân Ngôn ngữ và Văn học Anh tại Đại học St. Anne, Oxford, năm 1976 và bằng D.Phil về Nhân chủng học Xã hội (Quan hệ chủng tộc) tại Đại học St. Antony năm 1984. Cô đã từng là một trợ giảng bên ngoài tại Đại học Ruskin, trường đại học quan hệ lao động trực thuộc Đại học Oxford, và là giảng viên thỉnh giảng trong Chương trình Nghiên cứu về Châu Phi và Châu Phi tại Đại học Yale. Cô cũng đã giành được một số học bổng sau tiến sĩ, bao gồm học bổng Andrew Mellon ở khoa tiếng Anh của Bryn Mawr College, và một Viện nghiên cứu về văn hóa Mỹ tại Trung tâm nghiên cứu về người Mỹ gốc Phi, UCLA.

## Nghề nghiệp
Busia là đồng giám đốc của Dự án Phụ nữ Viết Châu Phi (từ năm 2002 đến 2008 đã xuất bản tuyển tập Phụ nữ viết văn Châu Phi gồm bốn tập), đồng thời là Giáo sư tiếng Anh tại Đại học Rutgers và Chủ tịch của Bộ Nghiên cứu Phụ nữ và Giới.
Bà cũng từng giảng dạy tại các tổ chức nổi tiếng khác, trong đó có Yale và Đại học Ghana.